# Command & Conquer: Red Alert
Red Alert припада групи RTS игара (Real time strategy) тј. стратегија у реалном времену.
Игра је један од најпознатијих изданака подгране RTS игара у којима се ресурси скупљају, прави се армија у реалном времену и шаље на противника.

## 
У Red Alert 1 прича је инспирисана научном фантастиком, где Алберт Ајнштајн специјалном технологијом искључује Хитлера из наше димензије и тако не долази до Другог светског рата у Европи. Међутим, као резултат тога СССР постаје изузетно јак, осваја Кину и источну Европу и напада остале западне земље. 

## 2
Компанију Westwood Studios која је правила овај серијал је 1998. купио EA (Electronic Arts) на шта су обожаватељи игре оштро критиковали.
Red Alert 2 иде путем свог претходника по причи и у игри тренутно постојеће државе улазе у сукоб. У сваком наставку игре, канонски завршетак је онај у којем је СССР поражен. Алтернативни историјски пут креће када Русија свим средствима изводи копнени, поморски и ваздупни напад на САД и европске земље (Немачку, Француску...)
Још једна битнија ствар у овом делу је да су коришћене ФМВ секвенце тј. мини филмови у игри у којима су глумили прави глумци и који су били још један подстрек за прелажење целе игре ради комплетирања свих тих секвенци.

## 3
Red Alert 3 је стратегија коју је издала и направила компанија EA Гејмс. Игра је најављена 14. фебруара 2008, а пуштена је у продају 28. октобра 2008. После пораза у прошлом рату, Совјети одлучују да путују кроз време, како би уклонили Алберта Ајнштајна, који је својим изумима допринео њиховим поразима у претходне две игре. Међутим, уклањање Ајнштајна изазваће успон нове претње по Совјетски Савез и Савезнике - Јапана.